# Henry B. Snell

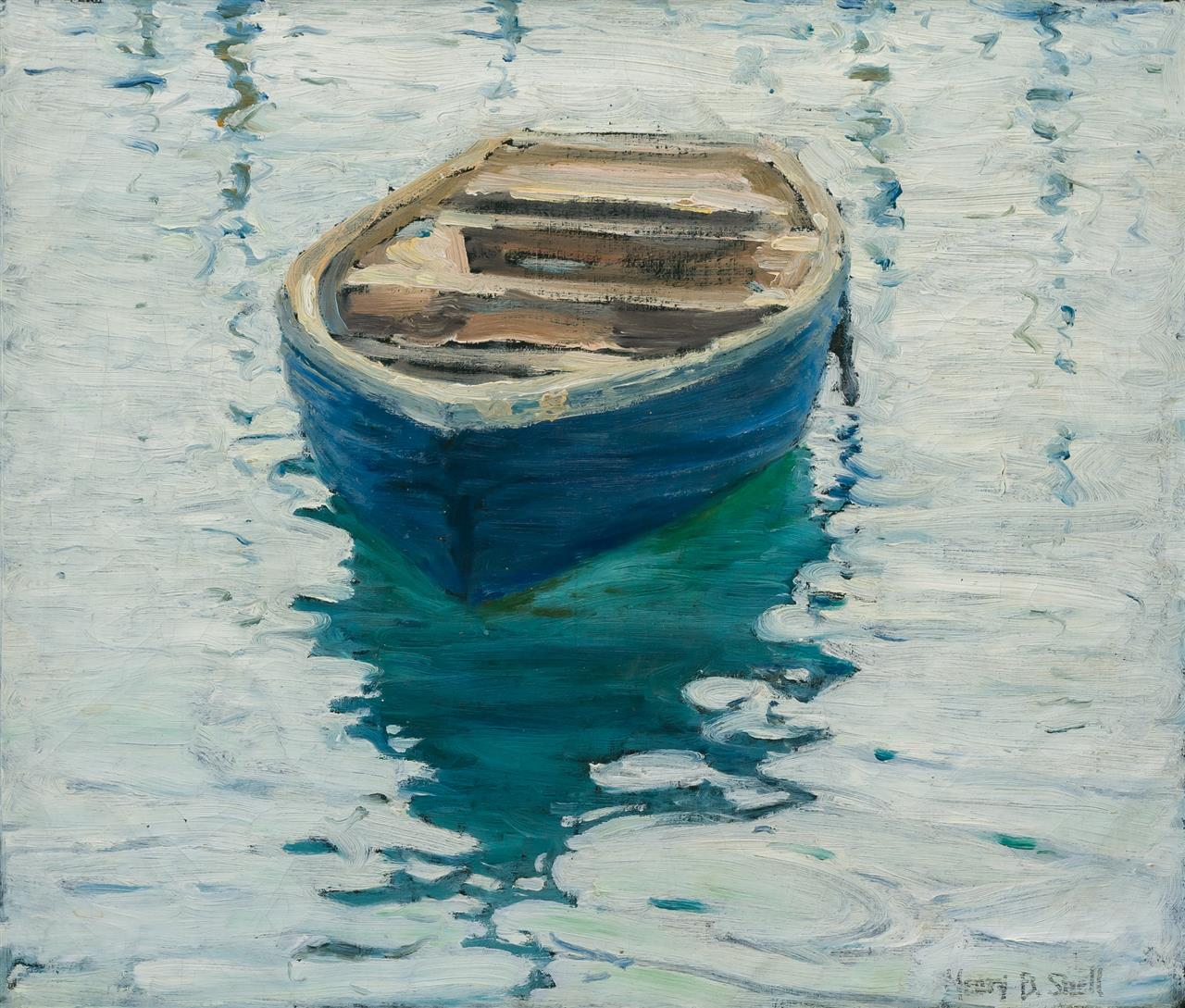
Reflections por Henry Bayley Snell

Henry Bayley Snell (29 de septiembre de 1858 - 17 de enero de 1943) fue un pintor y educador impresionista estadounidense. Las pinturas de Snell se encuentran en colecciones de diversos museos, incluido el Museo Metropolitano de Arte de Nueva York, la Galería de Arte Albright-Knox en Buffalo, y la Academia de Bellas Artes de Pensilvania en Filadelfia.

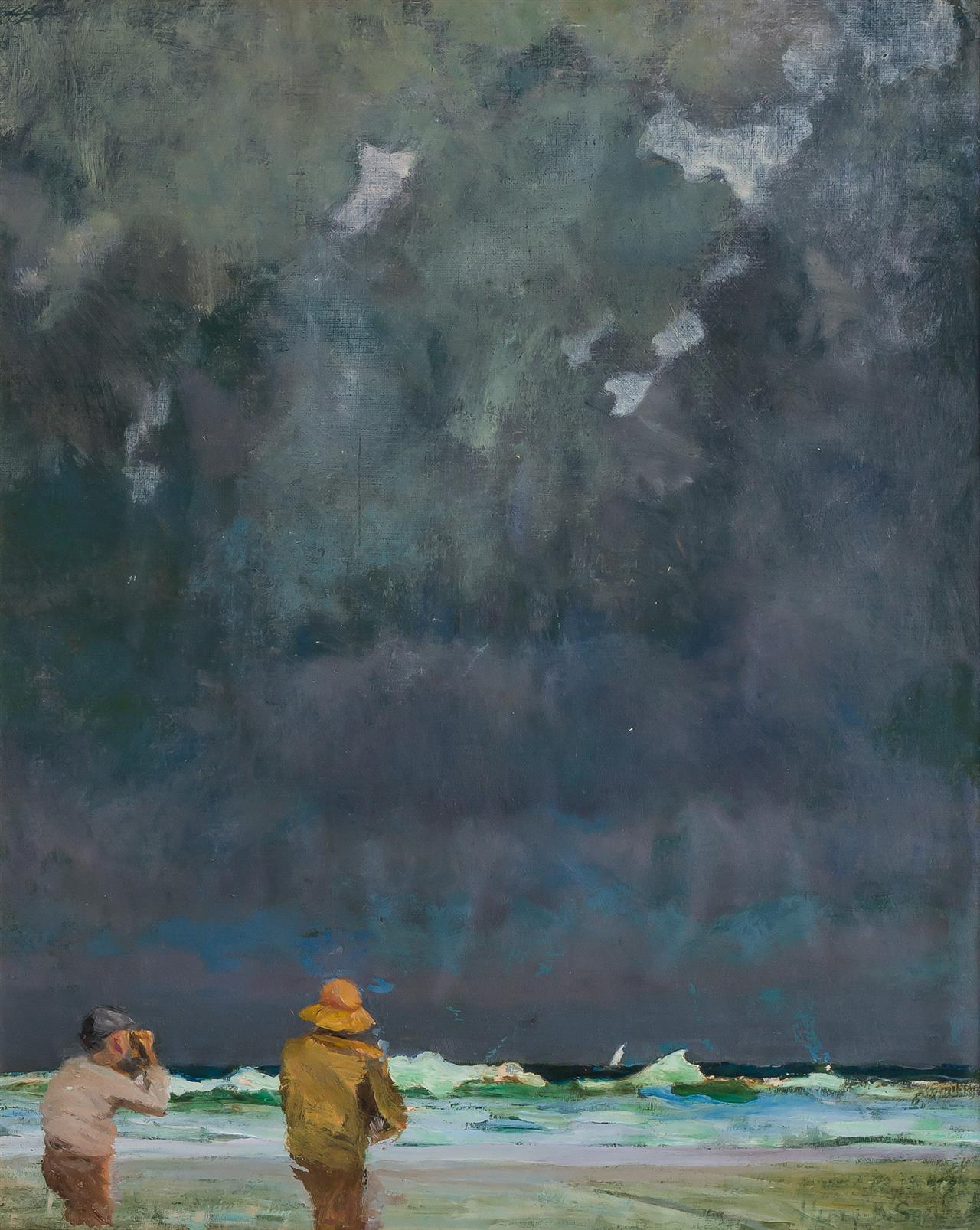
Men at the Shore por Henry Bayley Snell

## Biografía
Snell nació el 29 de septiembre de 1858 en Richmond, Inglaterra. En 1875 emigró a la ciudad de Nueva York donde estudió en la Art Students League. Snell se ganó la vida en la década de 1880 produciendo escenas marinas en la Photoengraving Company. Allí conoció al artista William Langson Lathrop. En 1888, Snell se casó con Florence Francis. Por esa época, Lathrop presentó a los Snell en el condado de Bucks, Pensilvania.
En 1899, Snell comenzó a enseñar en la Escuela de Diseño para Mujeres de Filadelfia, donde permaneció hasta 1943. Fue un maestro influyente, enseñando a varios de los miembros fundadores de las Diez de Filadelfia, incluida Theresa Bernstein.

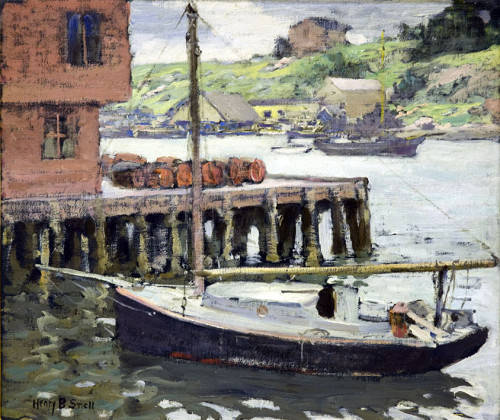
Harbor Scene por Henry Bayley Snell, Palmer Museum of Art

En 1921 cofundó, con Frank Leonard Allen, los "Boothbay Studios" en Boothbay Harbor, Maine, que funcionó como escuela de verano.
Snell expuso en la Academia de Pensilvania, el Club de Arte de Filadelfia y el Club Salmagundi de Nueva York. Fue galardonado con medallas de oro y plata en la Exposición Internacional Panamá-Pacífico de 1915.
Snell murió en New Hope, Pennsylvania el 17 de enero de 1943.